# Подлактица
Подлактица је део руке између лакта и шаке, односно ручног зглоба. Мишићи подлактице служе за покрете шаке и прстију на рукама. Радијална и улнарна артерија доводе крв до подлактице. Две најбитније кости у подлактици су жбица и лакатна кост.

## Кости и зглобови
Кости подлактице су жбица (лат. radius) која се налази споља, односно латерално и лакатна кост (лат. ulna), смештена унутра - медијално.
Проксимално, жбица и лакатна кост, заједно са раменом кости (лат. humerus), формирају зглоб лакта. Део зглоба лакта у ком су међусобно повезани жбица и лакатна кост назива се проксимални жбично-лактични зглоб (лат. art. radioulnaris proximalis). Дистално су ове две кости повезане дисталним жбично лактичним зглобом (лат. art. radioulnaris distalis), који је део зглоба ручја (лат. art. radiocarpalis). Жбица и лакатна кост су такође међусобно повезане међукоштаном опном подлакта (лат. membrana interossea antebrachii).

## Покрети
Кости подлактице, у садејству са скелетним мишићима, могу вршити следеће покрете:
- флексија (приближавање подлактице надлактици)
- екстензија (удаљавање подлактице од надлактице)
- пронација (увртање подлактице, а са њом и шаке ка унутра)
- супинација (извртање подлактице и шаке ка споља)

У прва два покрета учествује само зглоб лакта, док у преостала два учествује још и зглоб ручја.